# 絕望海峽
《絕望海峽》（英語：The Channel）是一部2023年美國搶劫動作驚悚片，由威廉·考夫曼編導，講述絕望的銀行搶匪帶著兄弟及同夥試圖逃出紐奧良，以躲避聯邦調查局探員的追緝。主演陣容包括克雷恩·柯洛佛、馬克斯·馬丁尼、茱莉葉·喬伊納（Juliene Joyner）、賈倫·米切爾（Jaren Mitchell）和尼可耶·班克斯（Nicoye Banks）。
電影2023年7月14日在美國採有限上映及VOD發行；影評界與觀眾間的口碑褒貶不一。

## 劇情
前美國海軍陸戰隊士兵傑米·謝里丹和兄長米克和其他前士兵計劃搶劫紐奧良的一家銀行。他們順利從銀行中搶走300萬美元，但遭到接獲線報的聯邦調查局探員、S.W.A.T.和警方伏擊，導致傑米、米克和佛亞只帶走150萬美元現金逃跑，其餘的成員全數陣亡。聯邦調查局特別探員法蘭克·羅斯來到紐奧良指揮此案，推測劫匪都是退役士兵。
傑米、米克和佛亞躲到朋友比爾家。傑米之妻艾娃是被搶銀行的出納員，對總是惹麻煩的米克感到不滿，但仍同意開車載著兄弟檔及中槍的佛亞，到前醫務兵克拉倫斯家治療；克拉倫斯也無法治療佛亞，也不捨聽從米克的建議了結他。比爾協助聯絡城裡最大的黑幫努西，替傑米和米克洗錢，但分成達百分之七十，令黑錢只剩下50萬美元。米克不滿意，與傑米合作開槍殺死了努西的弟弟及同夥。
銀行劫案此前被負責干擾硬碟的同夥艾德溫·史莫斯洩漏，法蘭克從他口中得知了謝里丹兄弟的身分——來自愛爾蘭海峽的貧窮白人，都是中東退役的美國海軍陸戰隊隊員，幾年前曾遭逮捕，傑米被釋放，米克蹲了七年牢。傑米和艾娃打算帶著女兒獨自到玻利維亞生活，但不滿被甩開的米克與之爭吵，直到努西綁架了他們，並殺死了比爾。米克對這一切向傑米道歉；努西用特製硫酸殺死了佛亞，但傑米和米克掙脫束縛，反過來殺死了努西及其手下。
逃脫後，米克打算與傑米及艾娃分道揚鑣，自行吸引警方的追捕。米克在挾持S.W.A.T.隊員尼科達時，被羅斯開槍擊倒，死前聲稱傑米已死。傑米向艾娃道別，讓艾娃留在城裡，自行離去。羅斯等人調查了努西等人的死亡現場，從硫酸池中發現了一條傑米的銀項鍊，疑似符合米克的說法。羅斯拜訪了艾娃，對方只提及丈夫已離開；羅斯最後決定放棄起訴她，以免讓她和孩子分開。最後，傑米在玻利維亞太陽島生活，艾娃帶著他們的女兒在某天也來到此地，一家三口團聚。

## 演員
- 克雷恩·柯洛佛飾演傑米·謝里丹（Jamie Sheridan）
- 馬克斯·馬丁尼飾演米克·謝里丹（Mic Sheridan）
- 茱莉葉·喬伊納（Juliene Joyner）飾演艾娃·里索托（Ava Rishoto）
- 尼可耶·班克斯（Nicoye Banks）飾演特別探員法蘭克·羅斯（Special Agent Frank Ross）
- 賈倫·米切爾（Jaren Mitchell）飾演尼科達（Nicotra）
- 洛基·強森（Lucky Johnson）飾演努西（Nussy）
- E·K·斯皮拉（E.K. Spila）飾演特別探員麥克·海耶斯（Special Agent Mike Hayes）
- 林茲·愛德華茲（Linds Edwards）飾演佛亞（Flea）
- 托德·詹金斯（Todd Jenkins）飾演克拉倫斯（Clarence）
- 蓋瑞·凱恩斯（Gary Cairns）飾演艾德溫·史莫斯（Edwin Smalls）
- 保羅·雷（英语：Paul Rae）飾演比爾（Bill）

## 製作及發行
本片2021年在路易斯安那州紐奧良拍攝，這是導演威廉·考夫曼第二次在該城市取景拍片，上一次在此拍攝的電影為《罪惡無間》（2010年）。他在2023年受訪時透露，自己在幾年前搬到紐奧良，「有機會在這座城市並在家工作對我來說是個夢想。」
2022年2月，據《國際銀幕》報導，格蘭達夫國際（Grandave International）負責全球發行的銷售權。2022年9月10日，據Deadline Hollywood網站報導，腦風暴傳媒取得本片的北美發行權，當時計劃2023年4月有限上映並VOD發行。電影最終定檔2023年7月14日發行。
電影2023年10月10日發行DVD及藍光格式。

## 外部連結
- 互联网电影数据库（IMDb）上《絕望海峽》的资料（英文）
- 爛番茄上《絕望海峽》的資料（英文）